# 御幸町 (小平市)
御幸町（みゆきちょう）は東京都小平市の地名。住居表示未実施区域。「丁目」の設定のない単独町名である。郵便番号は187-0012。

## 地理
小平市南東部に位置する。西から時計回りに回田町、鈴木町、花小金井南町、小金井市桜町及び貫井北町に隣接し、南側に玉川上水がある。

### 地価
住宅地の地価は、2017年（平成29年）の公示地価によれば、御幸町326番9の地点で24万2000円/m2となっている。

## 歴史

### 地名の由来
1883年（明治16年）に明治天皇が小金井橋で花見をするため行幸（御幸）を行ったことに由来する

## 世帯数と人口
2018年（平成30年）1月1日現在の世帯数と人口は以下の通りである。
| 町丁   | 世帯数    | 人口    |
| ------ | --------- | ------- |
| 御幸町 | 1,161世帯 | 2,662人 |

## 小・中学校の学区
市立小・中学校に通う場合、学区は以下の通りとなる。
| 番地 | 小学校                 | 中学校                   | 調整区域（選択可能な学校）                |
| --- | ---------------------- | ------------------------ | ----------------------------------------- |
| 1〜62番地、64〜86番地 112〜130番地、132〜133番地 180〜199番地、225〜236番地 271〜283番地、306〜329番地 346〜354番地 | 小平市立小平第三小学校 | 小平市立花小金井南中学校 | 小平市立小平第八小学校 小平市立鈴木小学校 |
| 32番地、63番地 131番地                                                                                              | 小平市立小平第八小学校 | 小平市立花小金井南中学校 | 小平市立鈴木小学校                        |
| その他 | 小平市立小平第八小学校 | 小平市立花小金井南中学校 |                                           |

## 交通
道路
- 東京都道7号杉並あきる野線（五日市街道）
- 東京都道15号府中清瀬線（小金井街道）

## 施設
- 日立国際電気
- 小金井カントリー倶楽部（西半分、東半分は花小金井南町一丁目）
- 海岸寺